# Fudbalski Klub Teteks Tetovo
Il Fudbalski Klub Teteks Tetovo (in macedone Фудбалски Клуб Тетекс) è una società calcistica macedone con sede nella città di Tetovo. Milita nella Treta liga, il terzo livello del campionato macedone di calcio.

## Storia
Il club venne fondato con il nome di Fudbalski Klub Tekstilec, in seguito ribattezzato quando divenne la squadra aziendale della Teteks, una società tessile e, per questo motivo, è conosciuta come Štofari (letteralmente, "vestiti"). Un altro soprannome del club è Beli ("bianchi") perché il bianco è il principale colore della divisa di gioco.
Dopo la vittoria della Vtora Liga 2008-2009, la squadra è stata promossa nella massima serie macedone, la Prva Liga, per la stagione 2009-2010. In quell'anno il club ha vinto la prima coppa nazionale della sua storia, competizione nella quale ha raggiunto le finali del 2011 (persa) e 2013 (nuovamente vinta). Infatti, il 27 maggio 2013, il Teteks ha sconfitto i rivali cittadini dello Škendija ai tiri di rigore (6-5) dopo che i tempi regolamentari erano terminati 1-1. La conquista della coppa ha fatto da contraltare alla retrocessione maturata al termine del torneo di Prva Liga 2012-2013, concluso all'11º posto.
La vittoria della coppa ha, inoltre, dato al club la possibilità di partecipare all'Europa League 2013-2014 ed alla supercoppa nazionale. La partita è stata giocata il 28 luglio 2013 e ha visto il successo, sia pur di misura, dei campioni nazionali del Vardar (1-0).

## Stadio
Il club gioca i propri incontri casalinghi nel Gradski Tetovo Stadion di Tetovo, che ha una capienza di 9 760 spettatori.

## Palmarès

### Competizioni nazionali
- Campionato della RS Macedone: 4

1964-1965, 1968-1969, 1973-1974, 1984-1985
- 2. Savezna liga: 1

1980-1981 (girone est)
- Campionato di Vtora Liga: 1

2008-2009
- Coppa di Macedonia: 2

2009-2010, 2012-2013
- Treta makedonska fudbalska liga: 1

2019-2020

### Altri piazzamenti
- 2. Savezna liga:

Secondo posto: 1977-1978 (girone est)
Terzo posto: 1982-1983 (girone est)
- Coppa di Macedonia:

Finalista: 2010-2011, 2014-2015
Semifinalista: 2013-2014
- Supercoppa di Macedonia:

Finalista: 2013

## Statistiche e record

### Statistiche nelle competizioni UEFA
Tabella aggiornata alla fine della stagione 2018-2019.
| Competizione                  | Partecipazioni | G | V | N | P | RF | RS |
| ----------------------------- | -------------- | - | - | - | - | -- | -- |
| Coppa UEFA/UEFA Europa League | 2              | 6 | 1 | 2 | 3 | 4  | 10 |

## Stagioni passate
- 2013-2014